# Ṳ̆
Cette page contient des caractères spéciaux ou non latins. S’ils s’affichent mal (▯, ?, etc.), consultez la page d’aide Unicode.
Ṳ̆ (minuscule : ṳ̆), appelé U tréma souscrit brève, est un graphème et une lettre additionnelle de l’alphabet latin utilisée dans l’écriture du mindong. Elle est composée d’un U, d’un tréma souscrit et d’une brève.

## Représentations informatiques
Le U tréma souscrit brève peut être représenté avec les caractères Unicode suivants : 
- composé et normalisé NFC (latin étendu additionnel, diacritiques)[1],[2] :

| formes    | représentations | chaînes de caractères | points de code | descriptions                                               |
| --------- | --------------- | --------------------- | -------------- | ---------------------------------------------------------- |
| capitale  | Ṳ̆               | Ṳ◌̆                    | U+1E72 U+0306  | lettre majuscule latine u tréma souscrit diacritique brève |
| minuscule | ṳ̆               | ṳ◌̆                    | U+1E73 U+0306  | lettre minuscule latine u tréma souscrit diacritique brève |

- décomposé et normalisé NFD (latin de base, diacritiques) :

| formes    | représentations | chaînes de caractères | points de code       | descriptions                                                    |
| --------- | --------------- | --------------------- | -------------------- | --------------------------------------------------------------- |
| capitale  | Ṳ̆               | U◌̤◌̆                   | U+0055 U+0324 U+0306 | lettre majuscule u diacritique tréma souscrit diacritique brève |
| minuscule | ṳ̆               | u◌̤◌̆                   | U+0075 U+0324 U+0306 | lettre minuscule u diacritique tréma souscrit diacritique brève |